# 前244年
| 千纪： | 前1千纪 |
| 世纪： | 前4世纪 \| 前3世纪 \| 前2世纪                                                                                         |
| 年代： | 前270年代 \| 前260年代 \| 前250年代 \| 前240年代 \| 前230年代 \| 前220年代 \| 前210年代                               |
| 年份： | 前249年 \| 前248年 \| 前247年 \| 前246年 \| 前245年 \| 前244年 \| 前243年 \| 前242年 \| 前241年 \| 前240年 \| 前239年 |
| 纪年： | 齊王建二十一年 趙悼襄王元年 魏安僖王三十三年 韓桓惠王二十九年 秦王政三年 楚考烈王十九年 衛元君八年 燕王喜十一年       |

## 大事记
- 韓國實施疲秦計畫被揭發，秦王政下逐客令，驅逐所有六國籍貫客卿，李斯因此寫下《諫逐客書》予秦王政過目，秦王廢除「逐客令」，命人追回李斯，並恢復其官職。。
- 秦蒙驁攻韓，取12城。
- 先是時，天下冠帶之國七，而三國邊於戎狄：秦自隴以西有綿諸、緄戎、翟之戎，岐、梁、涇、漆之北有義渠、大荔、烏氏、朐衍之戎；而趙北有林胡、樓煩之戎；燕北有東胡、山戎；各分散居溪谷，自有君長，往往而聚者百有餘戎，然莫能相一。其後義渠築城郭以自守，而秦稍蠶食之，至秦惠文王遂拔義渠二十五城。秦昭襄王之時，宣太后誘義渠王，殺諸甘泉，遂發兵伐義渠，滅之；始於隴西、北地、上郡築長城以拒胡。趙武靈王北破林胡、樓煩，築長城，自代並陰山下，至高闕為塞，而置雲中、雁門、代郡。其後燕將秦開為質於胡，胡甚信之；歸而襲破東胡，東胡卻千餘里；燕亦築長城，自造陽至襄平，置上谷、漁陽、右北平、遼東郡以距胡。及戰國之末而匈奴始大。

## 逝世
- 王齮－中國戰國時期末期秦國秦昭襄王、秦莊襄王和秦王政的將軍。